# Решето Аткина
Решето́ А́ткина — алгоритм нахождения всех простых чисел до заданного целого числа N. Алгоритм был создан А. О. Л. Аткином и Д. Ю. Бернштайном в 2003 году. Заявленная авторами асимптотическая скорость работы алгоритма соответствует скорости лучших ранее известных алгоритмов просеивания, но в сравнении с ними решето Аткина требует меньше памяти.

## Описание
Основная идея алгоритма состоит в использовании неприводимых квадратичных форм (представление чисел в виде ax2 + by2). Предыдущие алгоритмы в основном представляли собой различные модификации решета Эратосфена, где использовалось представление чисел в виде редуцированных форм (как правило, в виде произведения xy).
В упрощённом виде алгоритм может быть представлен следующим образом:
- Все числа, равные (по модулю 60) 0, 2, 4, 6, 8, 10, 12, 14, 16, 18, 20, 22, 24, 26, 28, 30, 32, 34, 36, 38, 40, 42, 44, 46, 48, 50, 52, 54, 56 или 58, делятся на 2 и поэтому заведомо не простые. Все числа, равные (по модулю 60) 3, 9, 15, 21, 27, 33, 39, 45, 51 или 57, делятся на 3 и тоже не являются простыми. Все числа, равные (по модулю 60) 5, 25, 35 или 55, делятся на 5 и также не простые. Все эти остатки (по модулю 60) игнорируются.
  - Все числа, равные (по модулю 60) 1, 13, 17, 29, 37, 41, 49 или 53, имеют остаток от деления на 4, равный 1. Эти числа являются простыми тогда и только тогда, когда количество решений уравнения 4x2 + y2 = n нечётно и само число не кратно никакому квадрату простого числа (Свободное от квадратов число).
  - Числа, равные (по модулю 60) 7, 19, 31, или 43, имеют остаток от деления на 6, равный 1. Эти числа являются простыми тогда и только тогда, когда количество решений уравнения 3x2 + y2 = n нечётно и само число не кратно никакому квадрату простого.
  - Числа, равные (по модулю 60) 11, 23, 47, или 59, имеют остаток от деления на 12, равный 11. Эти числа являются простыми тогда и только тогда, когда количество решений уравнения 3x2 − y2 = n (для x > y) нечётно и само число n не кратно никакому квадрату простого.
  - Отдельный шаг алгоритма вычёркивает числа, кратные квадратам простых чисел. Так как ни одно из рассматриваемых чисел не делится на 2, 3, или 5, то, соответственно, они не делятся и на их квадраты. Поэтому проверка, что число не кратно квадрату простого числа, не включает 22, 32, и 52.

### Сегментация
Для уменьшения требований к памяти «просеивание» производится порциями (сегментами, блоками), размер которых составляет примерно {\displaystyle {\sqrt {N}}}.

### Предпросеивание
Для ускорения работы алгоритм игнорирует все числа, которые кратны одному из нескольких первых простых чисел (2, 3, 5, 7, …). Это делается путём использования стандартных структур данных и алгоритмов их обработки, предложенных ранее Полом Притчардом (англ. Paul Pritchard). Они известны под названием англ. wheel sieving. Количество первых простых чисел выбирается в зависимости от заданного числа N. Теоретически предлагается брать первые простые примерно до {\displaystyle {\sqrt {\log N}}}. Это позволяет улучшить асимптотическую оценку скорости алгоритма на множитель {\displaystyle \mathop {O} {\big (}1/(\log \log N){\big )}}. При этом требуется дополнительная память, которая с ростом N ограничена как {\displaystyle \exp {\sqrt {\log N}}}. Увеличение требований к памяти оценивается как {\displaystyle \mathop {O} {\big (}N^{\mathop {o} (1)}{\big )}}.
Версия, представленная на сайте одного из авторов, оптимизирована для поиска всех простых чисел до миллиарда ({\displaystyle {\sqrt {\log 10^{9}}}\approx {\sqrt {\log 2^{30}}}={\sqrt {30}}\approx 5{,}5}), в ней исключаются из вычислений числа, кратные 2, 3, 5 и 7 (2 × 3 × 5 × 7 = 210).

## Оценка сложности
По оценке авторов, алгоритм имеет асимптотическую сложность {\displaystyle \mathop {O} {\big (}N/(\log \log N){\big )}} и требует {\displaystyle \mathop {O} {\Big (}N^{{\frac {1}{2}}+\mathop {o} (1)}{\Big )}} битов памяти. Ранее были известны алгоритмы столь же асимптотически быстрые, но требующие существенно больше памяти.
Теоретически в данном алгоритме сочетается максимальная скорость работы при наименьших требованиях к памяти. Реализация алгоритма, выполненная одним из авторов, показывает достаточно высокую практическую скорость.
В алгоритме используется два вида оптимизации, которые существенно повышают его эффективность (по сравнению с упрощённой версией).  
Ниже представлена реализация упрощённой версии на языке программирования C, иллюстрирующая основную идею алгоритма — использование квадратичных форм:
```
int
 
limit
 
=
 
1000
;

int
 
sqr_lim
;

bool
 
is_prime
[
1001
];

int
 
x2
,
 
y2
;

int
 
i
,
 
j
;

int
 
n
;

// Инициализация решета

sqr_lim
 
=
 
(
int
)
sqrt
((
long
 
double
)
limit
);

for
 
(
i
 
=
 
0
;
 
i
 
<=
 
limit
;
 
++
i
)

    
is_prime
[
i
]
 
=
 
false
;

is_prime
[
2
]
 
=
 
true
;

is_prime
[
3
]
 
=
 
true
;

// Предположительно простые — это целые с нечётным числом

// представлений в данных квадратных формах.

// x2 и y2 — это квадраты i и j (оптимизация).

x2
 
=
 
0
;

for
 
(
i
 
=
 
1
;
 
i
 
<=
 
sqr_lim
;
 
++
i
)
 
{

    
x2
 
+=
 
2
 
*
 
i
 
-
 
1
;

    
y2
 
=
 
0
;

    
for
 
(
j
 
=
 
1
;
 
j
 
<=
 
sqr_lim
;
 
++
j
)
 
{

        
y2
 
+=
 
2
 
*
 
j
 
-
 
1
;

        

        
n
 
=
 
4
 
*
 
x2
 
+
 
y2
;

        
if
 
((
n
 
<=
 
limit
)
 
&&
 
(
n
 
%
 
12
 
==
 
1
 
||
 
n
 
%
 
12
 
==
 
5
))

            
is_prime
[
n
]
 
=
 
!
is_prime
[
n
];

        

        
// n = 3 * x2 + y2; 

        
n
 
-=
 
x2
;
 
// Оптимизация

        
if
 
((
n
 
<=
 
limit
)
 
&&
 
(
n
 
%
 
12
 
==
 
7
))

            
is_prime
[
n
]
 
=
 
!
is_prime
[
n
];

        

        
// n = 3 * x2 - y2;

        
n
 
-=
 
2
 
*
 
y2
;
 
// Оптимизация

        
if
 
((
i
 
>
 
j
)
 
&&
 
(
n
 
<=
 
limit
)
 
&&
 
(
n
 
%
 
12
 
==
 
11
))

            
is_prime
[
n
]
 
=
 
!
is_prime
[
n
];

    
}

}

// Отсеиваем кратные квадратам простых чисел в интервале [5, sqrt(limit)].

// (основной этап не может их отсеять)

for
 
(
i
 
=
 
5
;
 
i
 
<=
 
sqr_lim
;
 
++
i
)
 
{

    
if
 
(
is_prime
[
i
])
 
{

        
n
 
=
 
i
 
*
 
i
;

        
for
 
(
j
 
=
 
n
;
 
j
 
<=
 
limit
;
 
j
 
+=
 
n
)

            
is_prime
[
j
]
 
=
 
false
;

    
}

}

// Вывод списка простых чисел в консоль.

printf
(
"2, 3, 5"
);
 

for
 
(
i
 
=
 
6
;
 
i
 
<=
 
limit
;
 
++
i
)
 
{
  
// добавлена проверка делимости на 3 и 5. В оригинальной версии алгоритма потребности в ней нет.

    
if
 
((
is_prime
[
i
])
 
&&
 
(
i
 
%
 
3
 
!=
 
0
)
 
&&
 
(
i
 
%
 
5
 
!=
  
0
))

        
printf
(
", %d"
,
 
i
);

}

```

### Версия алгоритма на языке Pascal
```
program
 
atkin
;

var
 
is_prime
:
array
[
1
..
10001
]
 
of
 
boolean
;
 
jj
:
 
int64
;

procedure
 
dosieve
(
limit
:
 
int64
)
;

var
 
i
,
 
k
,
 
x
,
 
y
:
 
int64
;
 
n
:
 
int64
;

begin

  
for
 
i
 
:=
 
5
 
to
 
limit
 
do

    
is_prime
[
i
]
 
:=
 
false
;

  
for
 
x
 
:=
 
1
 
to
 
trunc
(
sqrt
(
limit
))
 
do

    
for
 
y
 
:=
 
1
 
to
 
trunc
(
sqrt
(
limit
))
 
do

    
begin

      
n
 
:=
 
4
 
*
 
sqr
(
x
)
 
+
 
sqr
(
y
)
;

      
if
 
(
n
 
<=
 
limit
)
 
and
 
((
n
 
mod
 
12
 
=
 
1
)
 
or
 
(
n
 
mod
 
12
 
=
 
5
))
 
then

        
is_prime
[
n
]
 
:=
 
not
 
is_prime
[
n
]
;

      
n
 
:=
 
n
 
-
 
sqr
(
x
)
;

      
if
 
(
n
 
<=
 
limit
)
 
and
 
(
n
 
mod
 
12
 
=
 
7
)
 
then

        
is_prime
[
n
]
 
:=
 
not
 
is_prime
[
n
]
;

      
n
 
:=
 
n
 
-
 
2
 
*
 
sqr
(
y
)
;

      
if
 
(
x
 
>
 
y
)
 
and
 
(
n
 
<=
 
limit
)
 
and
 
(
n
 
mod
 
12
 
=
 
11
)
 
then

        
is_prime
[
n
]
 
:=
 
not
 
is_prime
[
n
]
;

    
end
;

  
for
 
i
 
:=
 
5
 
to
 
trunc
(
sqrt
(
limit
))
 
do

  
begin

    
if
 
is_prime
[
i
]
 
then

    
begin

      
k
 
:=
 
sqr
(
i
)
;

      
n
 
:=
 
k
;

      
while
 
n
 
<=
 
limit
 
do

      
begin

        
is_prime
[
n
]
 
:=
 
false
;

        
n
 
:=
 
n
 
+
 
k
;

      
end
;

    
end
;

  
end
;

  
is_prime
[
2
]
 
:=
 
true
;

  
is_prime
[
3
]
 
:=
 
true
;

end
;

begin

  
dosieve
(
10000
)
;

  
for
 
jj
 
:=
 
1
 
to
 
10000
 
do

    
if
 
is_prime
[
jj
]
 
then

      
writeln
(
jj
)
;

end
.

```